# كريستيان كاردونا
كريستيان كاردونا (بالإنجليزية: Christian Cardona)‏ هو سياسي مالطي، ولد في 1972. حزبياً، نشط في حزب العمل (مالطا). في 2017 Maltese general election ‏، انتخب member of the 13th House of Representatives of Malta ‏ عن دائرة District 8, Malta ‏ وقد انضم خلال فترته النيابية  للكتلة البرلمانية حزب العمل (مالطا).